# Акбаров, Ахрор
Ахрор Акбаров — советский хозяйственный, государственный и политический деятель.

## Биография
Родился в 1930 году. Член КПСС.
С 1949 года — на хозяйственной, общественной и политической работе. В 1949—1985 гг. — учитель средней школы Кувасайского района, второй, первый секретарь Кувасайского райкома комсомола, заведующий организационным отделом Кувасайского, Ферганского райкомов партии, инспектор Ферганского областного комитета народного контроля, второй, первый секретарь Ферганского райкома партии.
Избирался депутатом Верховного Совета Узбекской ССР 9-го, 10-го созыва.
Умер после 1981 года.